# 콥트어

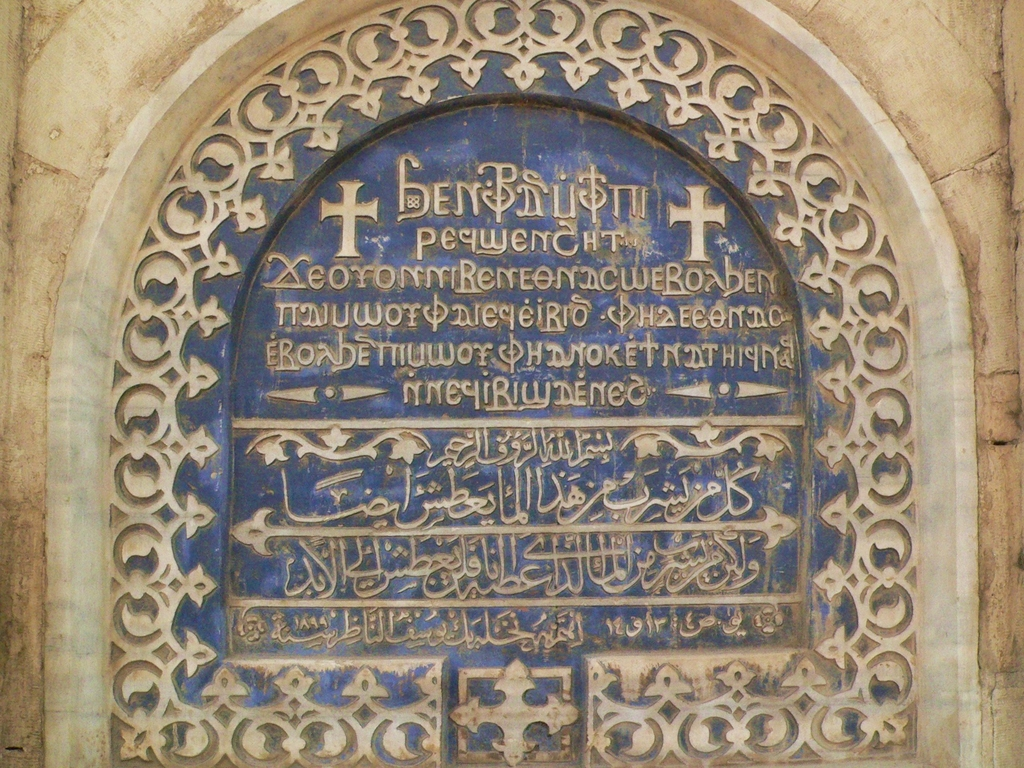
콥트어와 이집트 아랍어로 쓰인 옛 카이로교회의 문구

콥트어(Ⲙⲉⲧⲣⲉⲙ̀ⲛⲭⲏⲙⲓ Met.Remenkīmi)는 아프리카아시아어족에 속하는 언어로 고대 이집트어의 직계 후손이다. 후기 이집트어, 현대 이집트어라고 하기도 한다. 그리스 문자에 이집트 신관문자, 이집트 민중문자에서 비롯된 몇 자모를 더한 콥트 문자로 표기된다. 17세기 무렵에 구어로서의 수명은 다했으며, 현재는 콥트 교회의 예배 언어로 사용되고 있는 정도이다. 고대 이집트의 문화적 정체성을 이어받고 있으나, 콥트 교회에 대한 탄압과 아랍어의 일상화로 사멸될 위기에 놓여 있다.

## 역사
콥트어는 이집트인의 본래의 모국어이지만, 현재는 구어로는 거의 사멸 상태에 있는 언어이다. 이러한 경향은 7세기 이슬람의 이집트 정복에서 유래하였다. 당시 이집트인은 동로마 제국의 통치 하에 있었으므로 공용어인 그리스어와 그 영향을 강하게 받은 일상언어로서 초기 콥트어를 사용하는 이중언어 상태에 있었다. 그러나 이슬람의 침략과 정복을 통해 아랍어가 행정적인 공용어로 쓰이면서 이전의 그리스어를 대신함에 따라 이집트인은 새로운 이중언어 상태에 노출되었다. 그후 약 3세기 ~ 4세기 동안은 콥트어를 일상 언어로 사용하고, 아랍어를 공적인 언어로 사용하는 이중언어 상태(때로는 과거의 공용어인 그리스어를 첨가한 삼중언어 상태)를 계속하다가 점차 아랍어가 득세함에 따라 모국어가 아랍어로 대체되었다. 하이집트에서는 늦어도 11세기까지 아랍어가 콥트어를 대신하여 지배적이 되었으며, 상이집트에서도 14세기 무렵에는 아랍어가 지배적인 일상적인 언어로 쓰이게 됐다. 이집트 아랍어는 이 과정에서 다소의 차용어를 콥트어와 그리스어에서 받아들였지만, 그것 이외에 거의 이들의 기층 언어의 영향을 받지 않았다.
콥트어는 상이집트에서 17세기까지 콥트 정교회 공동체 사이에서 일상 언어로서 또 전례 언어로 유지되었다. 장프랑수아 샹폴리옹와 아타나시우스 키르허는 콥트어에서 신성 문자 해독을 시도하고 이집트학을 시작하였다. 그러나 이슬람 정권의 압력으로 점차 콥트어는 기독교인 사이에서도 사라지는 교회의 작은 의례 등에서 사용될 뿐이었다. 현재는 콥트어의 부활 운동이 벌어지고 있으나 일상 언어로 콥트어를 사용한 가정은 상당히 적으며, 기록 언어로서의 미래도 불확실하다.

## 언어의 호칭

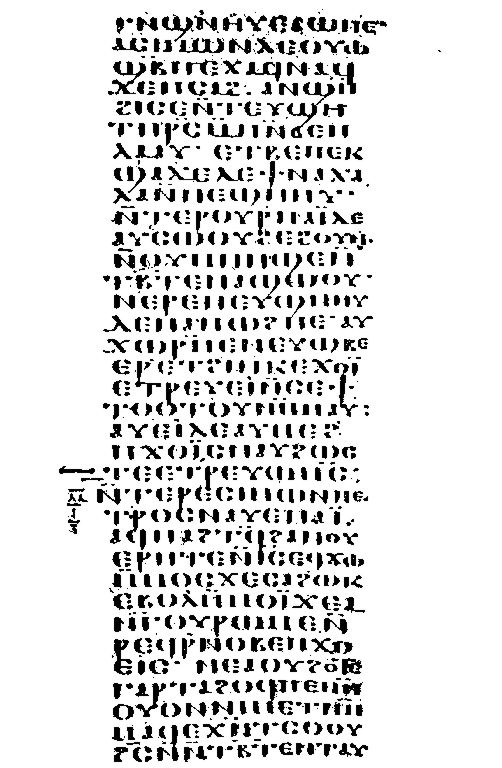
8세기 콥트어 필사본 「누가 복음」5장 5-9절

콥트어에서 이 언어는 사히드 방언으로 ⲙⲛⲧⲣⲙⲛⲕⲏⲙⲉ (mentremenkēmə),  보하이릭 방언으로는 ⲙⲉⲧⲣⲉⲙⲛ̀ⲭⲏⲙⲓ (metremenkīmi)이라고 부른다.

## 어휘
콥트 어휘는 민중문자기 이집트어에서 상속된 것이 중심이 되며, 다른 약 3분의 1이 그리스어에서의 차용어이다. 차용시는 원래 그리스어의 음운과 의미가 이집트에서 변화 한 것도 많다. 이집트어에 적당한 번역어가 없거나 이집트에 없었던 새로운 개념을 나타내는 단어의 경우는 그리스어식의 단어가 그대로 차용되었다. 또 그런 단어들은 비록 적당한 콥트어 단어들로 번역 가능할지라도 기독교 이전의 이교 문화를 연상시킨다며 그리스어식의 단어가 그대로 사용됐다. 초기 콥트어 문헌에는 그런 단어가 많이 보인다. 
고대 이교 신앙에서 기독교로의 변화는 콥트어의 종교 용어에서 그리스어로부터의 차용어가 많이 들어가는 요인이었다. 그러나 편지와 계약 문서 등의 비종교 콥트어 문헌에 보듯이 사람들의 일상적인 대화 속에는 이집트 자체 토속의 성질이 더 많이 보유하고 있었다고 생각된다.

## 서기 체계

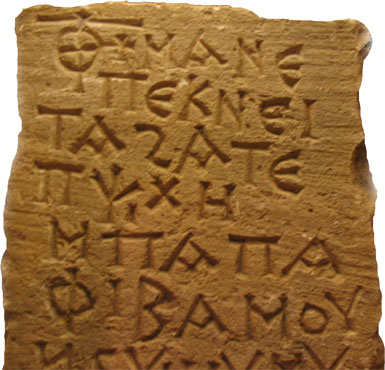
콥트 문자의 비문

콥트어의 표기에는 콥트 문자가 사용된다. 이것은 그리스 문자에 고대 이집트 민중 문자에서 파생된 이집트 자체의 문자를 더한 것으로, 문자의 수나 서체는 방언에 따라 차이가 있다. 그리스 문자에서 기원한 콥트 문자 중에는 그리스어 기원의 단어 표기에만 사용되고 일반적으로 사용되지 않는 것도 있다.

## 음운
콥트어는 이집트어 역사상 유일하게 모음과 강세 악센트의 패턴이 완전히 표기되고 있다. 콥트어의 표기 체계 덕분에 다른 시기의 이집트어보다 신 이집트어의 음운은 비교적 정확히 알 수 있다. 과거의 콥트어의 음운은 이슬람 침공 초기에 쓰인 아랍어의 파피루스 문서에서도 알 수 있다.

### 모음
콥트어로 구별되는 모음 수, 종류는 시대나 방언으로 조금씩 다르다. 아래는 사히드 방언(400년경)의 모음의 예이다.
- 단모음: e, a, o, i, ə
- 장모음: iː, eː, oː, uː

상이집트의 방언으로는 공명음의 자음 앞/e/는 문자로 표기되지 않고 문자 위에 표시되는 수평의 막대로 표현한다.
[ə]는 항상 강세가 없는 음절에 나타나고 초기의 문헌에서 종종 [Ø]로 되어 있다.
또한 이중 모음도 몇가지있다. 주요 이중 모음 - [aj], [ɔj], [aw], [ew] 등.

### 자음
|          |            | 양순음 | 순치음 | 치경음 | 후치경음 | 경구개음 | 연구개음 | 연구개음 | 인두음 | 성문음 |
| 구개음화 | 비구개음화 | 양순음 | 순치음 | 치경음 | 후치경음 | 경구개음 |          |          | 인두음 | 성문음 |
| -------- | ---------- | ------ | ------ | ------ | -------- | -------- | -------- | -------- | ------ | ------ |
| 파열음   | 무성음     | p      |        | t      |          | c        | kʲ       | k        |        | ʔ      |
| 파열음   | 유성음     | b      |        | d      |          | ɟ        | ɡʲ       | ɡ        |        |        |
| 비강음   | 비강음     | m      |        | n      |          |          |          |          |        |        |
| 전동음   | 전동음     |        |        | r      |          |          |          |          |        |        |
| 마찰음   | 무성음     |        | f      | s      | ʃ        |          |          | x        | ħ      | h      |
| 마찰음   | 유성음     |        | v      | z      | ʒ        |          |          | ɣ        | ʕ      | ɦ      |
| 파찰음   | 무성음     |        |        |        | ʧ        |          |          |          |        |        |
| 파찰음   | 유성음     |        |        |        | ʤ        |          |          |          |        |        |
| 접근음   | 접근음     | w      |        |        |          | j        |          |          |        |        |
| 설측음   | 설측음     |        |        | l      |          |          |          |          |        |        |

[p]과 [b]는 뚜렷하게 구별되지 않았다. 초기의 이집트어에는 있던 이 2개의 자음의 구별은 7세기에 이슬람이 이집트를 정복할 무렵은 이미 상실되고 있었다. 이들은 신 이집트어, 민중문자기 이집트어, 콥트어에서 교체 가능한 음소이다.
초기 이집트어로 구분되어 있던 [s]와 [z]는 점차 흐려 소멸했지만, 콥트어는 그리스어에서의 차용어에서 다시 [z]가 나타났다.

## 문법
다른 아프로아시아어족에 속하는 언어 같이, 원래 이집트어의 구조는 서술어, 주어, 목적어 순서인 VSO형 굴절어였다. 큰 변혁이 일어난 것은 신 이집트어의 시대로, 어순은 주어, 서술어, 목적어 순서인 SVO형으로 변화되어 명사의 성, 수가 지금까지처럼 형태소가 아니라 접두사로 표시되게 되는 등 고립어적인 구조를 나타내게 되었다. 콥트어 시기가 되면서 언어 구조가 더 포합어적인 특징도 갖추게 됐다.

## 같이 보기
- 콥트 문자
- 이집트 상형문자
- 그으즈 문자

## 참고 문헌
- Wolfgang Kosack: Lehrbuch des Koptischen.Teil I:Koptische Grammatik.Teil II:Koptische Lesestücke, Graz 1974.
- Wolfgang Kosack: Der koptische Heiligenkalender. Deutsch - Koptisch - Arabisch nach den besten Quellen neu bearbeitet und vollständig herausgegeben mit Index Sanctorum koptischer Heiliger, Index der Namen auf Koptisch, Koptische Patriarchenliste, Geografische Liste. Christoph Brunner, Berlin 2012, ISBN 978-3-9524018-4-2.
- Wolfgang Kosack: Schenute von Atripe De judicio finale. Papyruskodex 63000.IV im Museo Egizio di Torino. Einleitung, Textbearbeitung und Übersetzung herausgegeben von Wolfgang Kosack. Christoph Brunner, Berlin 2013, ISBN 978-3-9524018-5-9.
- Wolfgang Kosack: Koptisches Handlexikon des Bohairischen. Koptisch - Deutsch - Arabisch. Verlag Christoph Brunner, Basel 2013, ISBN 978-3-9524018-9-7.
- Westendorf, Wolfhart. 1965/1977. Koptisches Handwörterbuch. Heidelberg: Carl Winter.
- Wolfgang Kosack Der koptische Heiligenkalender. Deutsch - Koptisch - Arabisch nach den besten Quellen neu bearbeitet und vollständig herausgegeben mit Index Sanctorum koptischer Heiliger, Index der Namen auf Koptisch, Koptische Patriarchenliste, Geografische Liste. Christoph Brunner, Berlin 2012, ISBN 978-3-9524018-4-2.
- Wolfgang Kosack Lehrbuch des Koptischen.Teil I:Koptische Grammatik.Teil II:Koptische Lesestücke, Graz 1974.